# (3508) Pasternak
(3508) Pasternak ist ein Asteroid des Hauptgürtels, der am 21. Februar 1980 von der ukrainischen Astronomin Ljudmila Georgijewna Karatschkina am Krim-Observatorium in Nautschnyj (IAU-Code 095) entdeckt wurde.
Der Asteroid wurde nach dem russischen Schriftsteller und Dichter Boris Leonidowitsch Pasternak (1890–1960) benannt, der im Jahr 1958 mit dem Nobelpreis für Literatur ausgezeichnet wurde.